# Bertel Hintze
Bertel Olof Hintze, född 14 maj 1901 i Helsingfors, död 3 juli 1969 i Helsingfors, var en finländsk konsthistoriker och konstkritiker.
Bertel Hintze var son till kollegiassessor Harry Hintze och Anna Lindebäck. Han studerade konsthistoria vid Helsingfors universitet för Johan Jakob Tikkanen och tog en fil.kand.-examen 1922. Han reste sedan under flera år runt i Europa och studerade konst vid museer i ett flertal länder. Efter hemkomsten var han konstkritiker på Nya Argus och fortsatte studierna i konsthistoria vid Helsingfors universitet, där han disputerade 1926 på en avhandling om Robert Wilhelm Ekman. Han var också 1924–27 amanuens på deltid på Ateneum i Helsingfors.
Bertel Hintze var under 40 år intendent för Helsingfors konsthall 1928–68. Han forskade främst om finländsk konst under 1800-talet. Hans huvudarbete, om Albert Edelfelt i tre band, utkom på svenska 1942–44. För Edelfelts biografi intervjuade Hintze personer som kände Edelfelt, som skulptören Ville Vallgren. Hintze utförde även det viktiga arbetet att datera och beskriva Edelfelts verk.
Han var 1939 medgrundare till Föreningen Nutidskonst 1939, och var dess första ordförande fram till 1954. Han var också rådgivare åt konstsamlarna Amos Anderson och Ane Gyllenberg och spelade en ledande roll för tillkomsten av Gösta Serlachius konststiftelses samlingar i Mänttä och Amos Andersons konstmuseum i Helsingfors.  Han var också den förste intendenten på Amos Andersons konstmuseum.
Bertel Hintze tilldelades professors titel 1965. Han var gift med Eva Emma Martina Rosenlew 1926–32,  och med Lilli Aino Linnea Lehtinen från 1937.